# عبدالقادر لشهب
عبدالقادر لشهب (انگلیسی: Abdelkader Lecheheb؛ ۱۳ ژوئیهٔ ۱۹۵۴ – ۱۰ نوامبر ۲۰۲۴) سیاست‌مدار، دیپلمات و بازیکن فوتبال اهل مراکش بود.
از جمله باشگاه‌هایی که وی در آنها بازی کرده‌است، می‌توان به باشگاه فوتبال مولودیه وجده اشاره کرد.